# Gortina d'Arcàdia
Gortina (grec antic: Γόρτυς o Γόρτυνα; gentilici Γορτύνιος, català gortini) era una ciutat d'Arcàdia del districte de Cinúria, prop del naixement del riu Gortini o Lúsios, afluent del riu Alfeu. La llegenda atribueix la seva fundació a Gortis, fill d'Estímfal. Pausànies la descriu com un llogaret que havia estat una ciutat considerable. Una part dels seus habitants foren traslladats a Megalòpolis quan aquesta ciutat es va fundar el 371 aC, però Gortina va subsistir. Polibi esmenta que va ser conquerida per Eurípides, el general d'Elis, durant la guerra social (219 aC); en aquest temps era dependent de Telpusa i tenia un temple d'Asclepi de marbre pentèlic, amb les estàtues d'Asclepi i Higiea fetes per Escopas.
Les seves ruïnes es troben prop de la vila d'Atzikolo, i les parts essencials són la porta principal i les muralles de blocs poligonals.